# Jens Christian Grøndahl
Pour les articles homonymes, voir Grøndahl.
Jens Christian Grøndahl, né le 9 novembre 1959, est un écrivain danois de renommée internationale.

## Débuts littéraires
Jens Christian Grøndahl étudie la philosophie de 1977 à 1979 et commence à écrire en 1985.

## Carrière littéraire
Auteur de romans, il a également écrit divers essais, deux ouvrages de littérature d'enfance et de jeunesse et des pièces pour le théâtre et la radio.
Grande figure de la prose danoise, il est lauréat de prestigieux prix danois De Gyldne Laurbær en 1998; prix Søren Gyldendal en 2007 et compte de nombreux lecteurs à l’étranger où ses livres paraissent dans 35 langues. 
L'amour est le thème porteur de son œuvre, notamment les relations des couples modernes. À plusieurs reprises, il choisit pour héroïne une femme accomplie qui se trouve à un tournant de sa vie.
De 1995 à 1998, Jens Christian Grøndahl est président adjoint du Pen Club danois.

## Œuvre

### Romans
- 1985 : Kvinden i midten
- 1986 : Syd for floden
- 1988 : Rejsens bevægelser
- 1990 : Det indre blik
- 1991 : Skyggen i dit sted
- 1992 : Dagene skilles
- 1993 : Stilheden i glas
- 1994 : Indian summer Publié en français sous le titre Été indien, traduit par Alain Gnaedig, Paris, Le Serpent à Plumes, 1996  (ISBN 2-84261-009-1)
- 1996 : Tavshed i oktober Publié en français sous le titre Silence en octobre, traduit par Alain Gnaedig, Paris, Gallimard, coll. « Du monde entier », 1999  (ISBN 2-07-074891-X) ; réédition, Paris, Gallimard, coll. « Folio » no 5283, 2011  (ISBN 978-2-07-044390-1)
- 1998 : Lucca
- 1999 : Hjertelyd Publié en français sous le titre Bruits du cœur, traduit par Alain Gnaedig, Paris, Gallimard, coll. « Du monde entier », 2002  (ISBN 2-07-075813-3) ; réédition, Paris, Gallimard, coll. « Folio » no 4495, 2007  (ISBN 978-2-07-034327-0)
- 2000 : Virginia Publié en français sous le titre Virginia, traduit par Alain Gnaedig, Paris, Gallimard, coll. « Du monde entier », 2004  (ISBN 2-07-076176-2) ; réédition, Paris, Gallimard, coll. « Folio » no 4432, 2006  (ISBN 2-07-033966-1)
- 2002 : Et andet lys Publié en français sous le titre Sous un autre jour, traduit par Alain Gnaedig, Paris, Gallimard, coll. « Du monde entier », 2005  (ISBN 2-07-070959-0) ; réédition, Paris, Gallimard, coll. « Folio » no 3979, 2003  (ISBN 2-07-031298-4)
- 2004 : Piazza Bucarest Publié en français sous le titre Piazza Bucarest, traduit par Alain Gnaedig, Paris, Gallimard, coll. « Du monde entier », 2007  (ISBN 978-2-07-077300-8) ; réédition, Paris, Gallimard, coll. « Folio » no 4797, 2008  (ISBN 978-2-07-035859-5)
- 2006 : Røde hænder Publié en français sous le titre Les mains rouges, traduit par Alain Gnaedig, Paris, Gallimard, coll. « Du monde entier », 2009  (ISBN 978-2-07-078205-5) ; réédition, Paris, Gallimard, coll. « Folio » no 5208, 2011  (ISBN 978-2-07-044047-4)
- 2008 : Fire dage i marts Publié en français sous le titre Quatre jours en mars, traduit par Alain Gnaedig, Paris, Gallimard, coll. « Du monde entier », 2011  (ISBN 978-2-07-012528-9) ; réédition, Paris, Gallimard, coll. « Folio » no 5494, 2012  (ISBN 978-2-07-044840-1)
- 2010 : Det gør du ikke
- 2012 : Før vi siger farvel Publié en français sous le titre Les Complémentaires, traduit par Alain Gnaedig, Paris, Gallimard, coll. « Du monde entier », 2013  (ISBN 978-2-07-013498-4) ; réédition, Paris, Gallimard, coll. « Folio » no 5888, 2015  (ISBN 978-2-07-046246-9)
- 2013 : Det godes pris (sous le pseudonyme de Christian Tornbakke)
- 2014 : Jernporten Publié en français sous le titre Les Portes de fer, traduit par Alain Gnaedig, Paris, Gallimard, coll. « Du monde entier », 2015  (ISBN 978-2-07-014932-2) ; réédition, Paris, Gallimard, coll. « Folio » no 6391, 2017  (ISBN 978-2-07-271027-8)
- 2016 : Tit er jeg glad Publié en français sous le titre Quelle n'est pas ma joie, traduit par Alain Gnaedig, Paris, Gallimard, coll. « Du monde entier », 2018  (ISBN 978-2-07-268949-9)

### Recueil de novellas
- 2020 : Dage som græs Publié en français sous le titre Les jours sont comme l'herbe, traduit par Alain Gnaedig, Paris, Gallimard, coll. « Du monde entier », 2023  (ISBN 978-2-07-292941-0)

### Ouvrages de littérature d'enfance et de jeunesse
- 2008 : Den tid det tager Publié en français sous le titre Passages de jeunesse, traduit par Alain Gnaedig, Paris, Mercure de France, coll. « Traits et portraits », 2010  (ISBN 978-2-7152-2940-2)
- 2013 : Med bedstemor i tidens labyrintPublié en français sous le titre Où est partie Nina ?, traduit par Alain Gnaedig, illustré par Claire de Gastold, Paris, Gallimard, coll. « Folio cadet. Premiers romans » no 614, 2014  (ISBN 978-2-07-065618-9)

### Théâtre
- 1999 : Hvor var vi lykkelige & De sorte skove

### Essais
- 1999 : Sekundernes ensomhed
- 1995 : Ved flodens munding
- 1998 : Night Mail
- 2005 : Sihaya ti amo. Et essay om Seppo Mattinen og hans Rom
- 2007 : Tre skridt tilbage
- 2010 : Om en time springer træerne ud
- 2013 : Den sibriske måne
- 2015 : Hjemme i Europa (essai autobiographique)

## Prix et distinctions

### Prix

#### Nommé
En France, ses ouvrages ont été nommés pour le prix Médicis étranger (Virginia, Sous un autre jour) et le prix Femina étranger (Sous un autre jour).

#### Lauréat
- 1998 : De Gyldne Laurbær (en)
- 2003 : prix littéraire des Ambassadeurs de la francophonie au Danemark pour Bruits du cœur (Hjertelyd)
- 2006 : prix de l'International IMPAC Dublin Literary Award pour Sous un autre jour (Et Andet Lys)
- 2007 : prix Jean-Monnet des Littératures européennes de Cognac pour Piazza Bucarest
- 2007 : prix Søren Gyldendal (en)

### Distinction
- 2009 : chevalier de l'ordre des Arts et des Lettres